# Concílio de Sirmio
Concílio de Sirmio geralmente se refere ao terceiro dos quatro concílios regionais realizados na cidade romana de Sirmio entre 347 e 359. O terceiro concílio marcou um acordo de compromisso temporário entre o Arianismo e os bispos ocidentais da Igreja. Ao menos dois dos demais concílios também lidaram primordialmente com a controvérsia ariana. Todos eles foram realizados sob o reinado do imperador romano Constâncio II, que era simpático ao arianismo.

## Pano de fundo
O arianismo foi proposto inicialmente no início do século IV pelo presbítero de Alexandria, Ário. Ele propunha que Deus era o único ser não criado e imutável. Consequentemente, Cristo não poderia ser Deus. Os oponentes do arianismo, liderados por Atanásio de Alexandria, alegavam que esta doutrina reduzia Jesus à condição de semideus, restaurando assim o politeísmo, uma vez que Ário propunha que ele continuasse a ser idolatrado. Além disso, a doutrina ariana minava a ideia de redenção, pois apenas o Deus verdadeiro é que poderia reconciliar o homem com Deus.
O Primeiro Concílio de Niceia (325) pareceu ter resolvido o assunto, condenando Ário e sua teologia e publicando o credo de Niceia, que afirma que o Filho é "da mesma substância do Pai" (consubstantiálem Patri em latim; homoousion em grego). Porém, os arianos fizeram um grande esforço para retornar para Igreja e para restaurar suas crenças após 325, o que provocou uma prolongada disputa teológica.

## Concílios de Sirmio

### Primeiro Concílio (347)
Constantino morreu em 337, deixando Constâncio II, que preferia o arianismo, como imperador do oriente e Constante I, que favorecia o credo de Niceia, como imperador do ocidente. O Concílio de Antioquia (341) emitiu uma afirmação de fé que excluía a cláusula homoousiana. Já o Concílio de Sárdica (342) pouco avançou a discussão.
Constâncio, que moravam em Sirmio, chamou então o primeiro Concílio de Sirmio, em 347. Ele opôs Fotino, o bispo de Sirmio, um antiariano que tinha uma crença similar à de Marcelo de Ancira (uma versão extremada do sabelianismo).
Em 350, Constâncio se tornou o único imperador, tanto no oriente quanto no ocidente, levando a um reforço temporário ao arianismo.

### Segundo Concílio (351)
No segundo concílio de Sirmio (351), Basílio de Ancira, bispo de Ancira (atual Ancara) e líder dos semi-arianos, depôs Fotino. Os semi-arianos acreditavam que o Filho seria uma "substância similar" (homoiousia) à do Pai. Sirmio II também rascunhou a sexta confissão ariana, que era uma versão expandida da quarta confissão e mais consistente com a força então conseguida pelos semi-arianos.

### Terceiro Concílio (357)
Mais dois concílios foram realizados, ambos condenando Atanásio: o Concílio de Arles (353) e o Concílio de Milão (355). Em 356, Atanásio iniciou seu terceiro período de exílio e Jorge de Laodiceia foi nomeado bispo de Alexandria.
O terceiro concílio de Sirmio (357) foi o ápice do arianismo. A sétima confissão ariana (segunda confissão de Sirmio) sustentava que tanto a forma homoousia ("da mesma substância") quanto homoiousia ("de substância similar") eram não-bíblicas e que o Pai seria maior que o Filho (esta confissão ficou infame como Blasfêmia de Sirmio).

### Quarto Concílio (358)
O Concílio de Ancira (358), comandado por Basílio, emitiu uma declaração utilizando o termo homoousios. Mas o quarto concílio de Sirmio, no mesmo ano, propôs uma forma conciliadora muito vaga: o credo proposto dizia apenas que o Filho era homoios ("como") o Pai.

## Teoria recente
T.D. Barnes sugere que a única referência existente ao "primeiro concílio de Sirmio" é, na verdade, uma referência com data incorreta ao segundo concílio, em 351. Ele então propõe que os concílios de 357 e 358 foram constituídos por apenas um punhado de participantes e não seriam, de fato, concílios. Após examinar os documentos primários, ele conclui: "Somando tudo, o único concílio de Sirmio formal e bem comprovado durante o reinado de Constâncio foi o de 351, que condenou Atanásio, Marcelo e Fotino, além de promulgar um credo que foi subsequentemente apresentado aos concílios de Arles e Milão" .